# Benji the Hunted
Benji the Hunted (Benji el Perseguido en Hispanoamérica y Cuatro Cachorros para Salvar en España) es una película de aventura familiar estadounidense de 1987,dirigida por Joe Camp, inspirado en el perro mestizo Benji.

## Argumento
Benji, un perro perdido trata de salvarse nadando en una violenta tormenta en el mar y ser testigo de la muerte de una puma hembra, dejando a cuatro cachorros huérfanos. Benji los salva de diversos peligros y feroces depredadores (un oso, un lobo y un puma) y luego encontrarles una nueva madre adoptiva de su propia especie. Entonces, Benji, el "héroe" finalmente puede volver a casa.

## Reparto
| Actor           | Personaje                     | Notas              |
| --------------- | ----------------------------- | ------------------ |
| Benjean         | Benji                         | Hermana de Higgins |
| Frank Inn       | Él mismo, dueño de Benji      |                    |
| Red Steagall    | El cazador                    |                    |
| Nancy Francis   | Mary Beth McLaulin, reportera |                    |
| Joe Camp        | Director de televisión        | Voz                |
| Steve Zanolini  | Productor                     | Voz                |
| Mike Francis    | Camarografo                   |                    |
| Ben Vaughn      | La mano del ingeniero         |                    |
| Karen Thorndike |                               | Voz. Cuenta atrás  |
| Guy Hovis       | El baladista                  |                    |
| Ben Morgan      | Él mismo                      |                    |

## Recepción
El notable crítico de cine Roger Ebert dio Benji el cazador, cuatro estrellas (de un total de cuatro), así como un "Pulgar hacia arriba". Gene Siskel dio a la película un "pulgar hacia abajo", criticando a Ebert por gustarle más esta película que Full Metal Jacket de Stanley Kubrick, estrenadas ambas el mismo año.